# Anoplodactylus oculospinus
Anoplodactylus oculospinus is een zeespin uit de familie Phoxichilidiidae. De soort behoort tot het geslacht Anoplodactylus. Anoplodactylus oculospinus werd in 1942 voor het eerst wetenschappelijk beschreven door Hilton. 